# Numa (Iowa)
Numa – miasto w Stanach Zjednoczonych, w stanie Iowa, w hrabstwie Appanoose. W 2000 roku liczyło 109 mieszkańców.